# Vladimír Karlovič von Meck
Vladimír Karlovič von Meck (rusky Владимир Карлович фон Мекк, 9. července 1852 - 14. listopadu 1893 ) byl představitel dynastie železničních stavitelů v Ruském impériu. Byl nejstarším synem přítelkyně a mecenášky Petra Iljiče Čajkovského Naděždy von Meck.

## Životopis

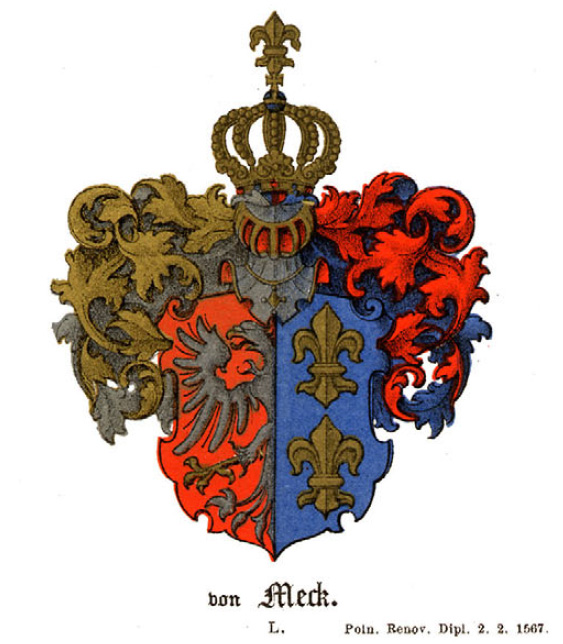
Erb rodu von Meck

Vladimír Karlovič se narodil 9. července 1852 v Roslavli jako první syn ruského „krále železnic“ Karla Fjodoroviče von Meck a Naděždy roz. Potěmkinové. Od mládí byl obklopen materiální podporou. Po absolvování gymnasia v Moskvě studoval na Moskevské císařské universitě.  Svému otci pomáhal v železničním podnikání.
V roce otcovy smrti (1876) se oženil s patnáctiletou dcerou významného moskevského výrobce vodky M. A. Popova Jelizabetou Michajlovnou. V roce 1877 se jim narodil syn Vladimír, který později proslul jako mecenáš umění a sběratel. V témže roce přebral správu nad mnohamilionovým dědičným majetkem.
Nakrátko přežil svou předčasně zesnulou mladou manželku. Jako milovaný syn nepřežil svou matku. Zemřel stejně jako ona na tuberkulózu, ve věku 40 let, 26. listopadu 1892 ve Wiesbadenu v Německu. Jeho smrt způsobila psychický kolaps matky a urychlila její smrt. Byla i hlavní příčinou přerušení jejích vztahů s Petrem Iljičem Čajkovským.

## Osobnostní charakteristika

### Fámy a legendy
Vladimír Karlovič von Meck byl ve své době populárním námětem mnoha doložených i obtížně uvěřitelných vyprávění, stal se součástí novinových článků i memoárů významných osobností politiky, vědy i umění.
Ministerský předseda Sergej Witte ve svých vzpomínkách píše:
„ .. byl strašný hýřil, mládí prožil v Moskvě s cikány a cikánkami, byl neustále opilý ...“

Ve své době jeden z nejčtenějších novinářů Vlas Michailovič  Doroševič vzpomíná takto:
„Von Meck pořádal dny otevřených dveří. Kdokoli, bez objednání, se mohl objevit, sám nebo s přáteli, objednat si, napít se, najíst se a odejít. Jednou po divadle se zastavil sám von Meck. V jídelně seděl důstojník. Dali se do řeči.

"Viděl jste někdy majitele tohoto domu?" ptá se důstojník.
"Viděl jsem ho už," usmál se von Meck.

„To máte štěstí! Já, kamaráde, sem chodím už šestý měsíc a nemůžu se s majitelem v žádném případě setkat!“.“

Profesor geografie Dmitrij Nikolajevič Anučin vzpomíná na oslavu výročí smlouvy geografické fakulty Moskevské university s železniční společností von Mecků:
Večeře byla přátelská, spíše skromná, s minimálním množstvím vína. Už se vše chýlilo ke konci, když se objevil V. K. von Meck, který vyjádřil přání oslavit naše partnerství. Bylo požadováno šampaňské a byl povolán orchestr vojenské hudby. Meck se s tím ale nespokojil a povolal si vlastní orchestr, který sám řídil a který byl zvyklý přesně následovat svého dirigenta. Když dirigentská taktovka ustala, zastavil se i orchestr, dirigent vypil svou skleničku, jeho taktovka se znovu rozezněla a orchestr pokračoval ve hře od tónu, na kterém se zastavil. Šampaňské teklo proudem jako řeka do pozdních nočních hodin. Pamatuji si, že jsme odjížděli kolem půlnoci, ale stále tam bylo mnoho lidí.

Matka Vladimíra Karloviče Naděžda Filaretovna často zmiňuje a ospravedlňuje svého nejstaršího a milovaného syna v korespondenci se svým dlouholetým přítelem Petrem Iljičem Čajkovským:
„Vy můj milý příteli, srdcem pochopíte, jaké je to utrpení, když matka trpí pro své dítě, a to dítě s tak ušlechtilou duší, jako je jeho. On sám se o nikoho neotírá, nikdy o nikom neřekne špatné slovo, dokonce nerad slyší, když ostatní pomlouvají. Tvrdím, že na světě není jediný člověk, kterému by ublížil. Prostý lid, který je mnohem spravedlivější a čestnější než vysoká třída, o něm říká, že tento pán by neublížil ani mouše. Kolik je lidí, kterým dělá absolutní dobro, a mezitím je pronásledován pomluvami, intrikami, ostny a všemožnou zlobou, takže on, chudák, je někdy při těchto pronásledováních dohnán k slzám.

Dobře vím, že můj ubohý Voloďa je bujarý a že svůj život vede velmi chaoticky, ale nikomu kromě něj to neškodí. Pokud Vám řeknou, můj drahý, že jsem pod vlivem Voloďy a že mě Voloďa okrádá, pak je to všechno ta nejodpornější lež, protože jsem nikdy v životě nebyla pod vlivem nikoho a nikdy nebudu, je to zcela mimo mou povahu. Voloďa mě neokrádá, protože mě nikdy o nic neprosí, a když mu já sama v těžkých chvílích přijdu na pomoc, je to proto, že se já sama po straně neustále dozvídám o jeho situaci. Je tak laskavý a jemný, že ho může okrást každý člověk (což dělá pořád), ale on nikoho neokrade.“

### Charitativní činnost

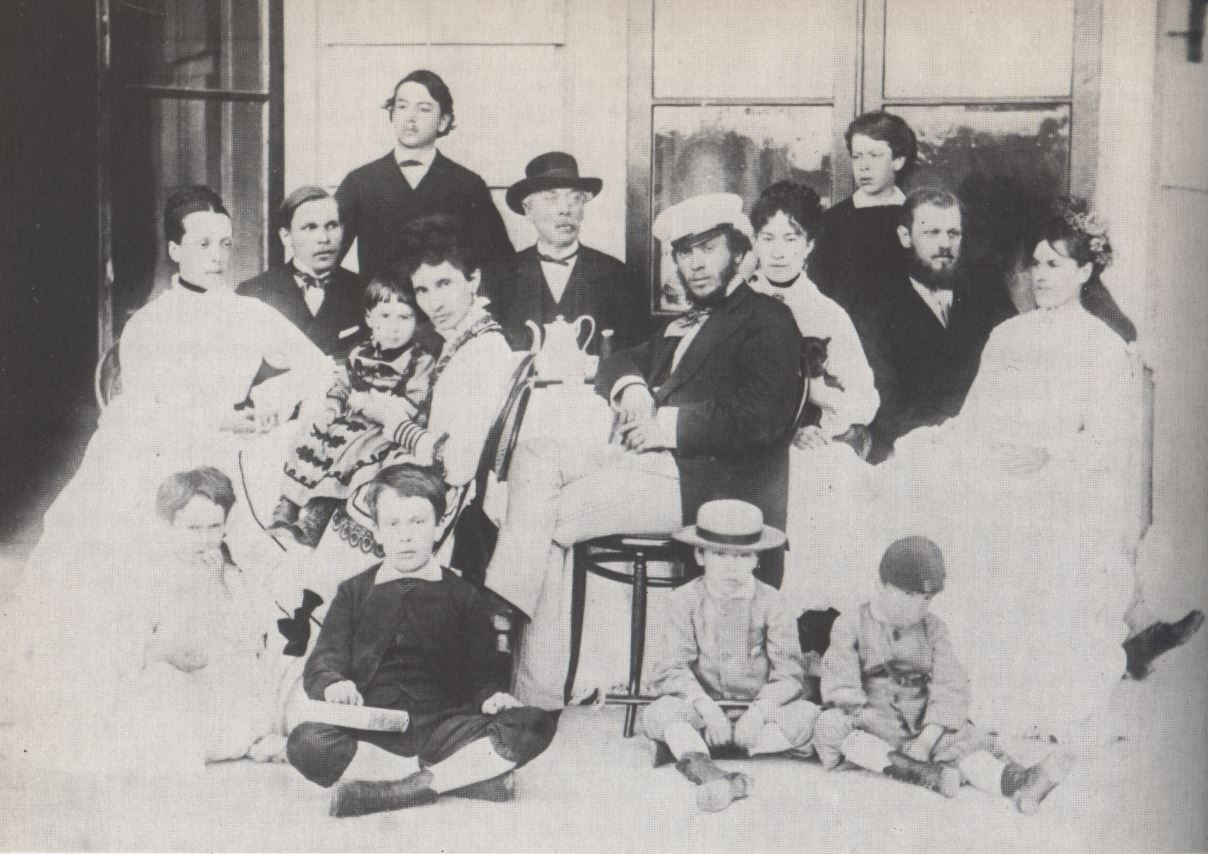
Rodinná fotografie z roku kolem 1875. Vladimír sedí na židli uprostřed v bílé čepici napravo od rodičů.

Člen Císařské filantropické společnosti
Správce domova pro výchovu sirotků po zabitých vojácích v Moskvě
Člen Společnosti pro podporu píle v Moskvě
Člen Moskevské společnosti pro myslivost
Donátor Moskevské společnosti pro charitu, výchovu a vzdělávání nevidomých dětí
Člen představenstva obecně prospěšné společnosti mužského gymnázia v Možajsku
Donátor stavby Moskevského šlechtického ústavu pro dívky šlechtického stavu pojmenovaného po císaři Alexandru III na památku císařovny Kateřiny II.
Stálý člen Společnosti pro pomoc potřebným studentům Moskevské univerzity
Člen stipendijní komise Delvigovy železniční školy v Moskvě
Spolu s  Nikolajem Rubinšteinem  podporoval malíře Ivana Lavrentieviče Gorochova. V letech 1880-1881 zachránil před bankrotem noviny „Ruské Zprávy“ a stal se jejich spolumajitelem. Periodikum bylo protiváhou konservativních novin "Moskevské Zprávy".
Díky úsilí Vladimíra Karloviče von Meck byl postaven v roce 1889 kamenný kostel Alexandra Něvského se stejnou zvonicí ve vesnici  Krasnovidovo u Možajsku. Donátor na stavbu kostela Všech svatých Aleksejevského kláštera v Krasnoje Selo.
Postavil sanitní vlak během rusko-turecké války v letech 1877-1878.
Daroval sbírku medonosných rostlin Přírodovědnému muzeu v Moskvě.
V roce 1881 věnoval Moskevské universitě knihovnu s 1885 svazky, významnou část fondu zabírají historické knihy a cestopisné spisy oblíbené na přelomu 18. a 19. století.